# Pandolf Tête de Fer
Pour les articles homonymes, voir Pandolf et Testaferrata.
Pandolf, Pandolphe ou Pandulf Ier, appelé Tête de Fer (en italien : Pandolfo Testaferrata ou Capodiferro) (? - mars 981), est un prince lombard : prince de Capoue de 943 à 981, prince de Bénévent en 944, duc de Spolète et de Camerino en 967, prince de Salerne à partir de 977-978.

## Biographie

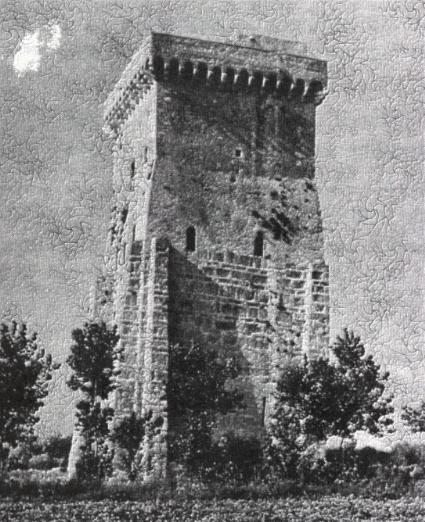
La tour de Capodiferro, près du Garigliano.

Il joue un rôle décisif dans la guerre contre les Byzantins et les Sarrasins pour le contrôle du Mezzogiorno après la perte de l'hégémonie lombarde et carolingienne sur la péninsule. Jusqu'à sa mort survenue en mars 981, Pandulf étend son emprise sur presque toute l'Italie méridionale, reconstituant pour la première et dernière fois après le capitulaire de 849 de l'empereur Louis II le Jeune, l’unité de l’ancienne Lombardie mineure.
À partir de 943, son père Landolf II de Bénévent l’associe au trône de Bénévent. À la mort de Landulf II, Pandolf règne en corégence avec son frère Landolf III de Bénévent. En 961, lui et son frère, à parts égales, se partagent le pouvoir, même si Pandulf est l’aîné et s’il prend à son compte la plus grande part de la gouvernance. Le Chronicum Salernitanum parle quand même de corégence et rapporte l’indivisibilité du pouvoir de Bénevent et de Capoue comme le déclare Aténolf Ier : « Beneventanorum principatum eius filii Pandolfum et Landulfum bifarie regebant...communi indivisoque iure » c'est-à-dire la principauté de Bénévent est gouvernée en commun par Pandulf et Landulf sous la même juridiction indivisible.
À l’automne 960, le pape Jean XII entreprend une expédition organisée par Rome, Spolète et la Toscane contre les deux frères. Gisolf Ier de Salerne leur apporte son aide et désamorce le conflit armé. Le pape et Gisolf paraphent un traité de paix à Terracina en 968, année au cours de laquelle Jean, un autre frère de Pandolf, est nommé archevêque de Capoue par le pape Jean XIII. En 967, l’empereur Otton Ier descend en Italie et attribue le duché de Spolète à Pandulf qui reste l’année suivante, le seul prince de Bénévent et de Capoue, Landolf ayant été emporté par la maladie. Celui-ci laisse deux fils, Pandolf et Landolf de Sainte-Agathe, l’un futur prince de Bénévent et l’autre de Capoue.
Le Chronicum rapporte que Pandolf Tête de Fer tenuit principatum una cum suo germanus annos octo, c’est-à-dire qu’il régna sur la principauté avec son frère pendant huit années. Landulf disparu, il écarte les neveux du patrimoine et se proclame unique prince, associant au trône son fils Landolf. Il se joint de nouveau à la campagne impériale contre les Byzantins. Pandulf est chargé par l’empereur Othon de lancer l’assaut contre Bari et il est fait prisonnier à la bataille de Bovino en 969. Il est relâché quelque temps après, grâce à l’accord par lequel l’empereur byzantin Jean Ier Tzimiskès donnait en mariage la furure impératrice Théophano à Otton II, le fils d’Othon Ier. Durant son absence, la grande principauté avait été administrée par l’archevêque Landolf de Bénévent et par son jeune fils Landolf assisté de sa mère, Aloara de Capoue.
En 973, à Salerne, le prince Gisolf Ier, le dernier de la lignée des Dauferidi est détrôné par une insurrection religieuse menée par Landolf de Conza, un cousin de Pandolf. Pandolf Tête de Fer rétablit Gisolf en tant que vassal et hérite de son trône à sa mort survenue sans héritier entre la fin 977 et le début 978. Pandolf devient ainsi prince de Salerne, unifiant de fait tous les territoires de la « Lombardie mineure » qui s’étaient trouvés dispersés après le capitulaire de 849, paraphé par Siconolf de Salerne et Radelchis Ier de Bénévent en présence de Louis II le Jeune.

## Union et postérité
Pandolf épouse vers 950/955 une certaine Aloara (morte en 992) fille d'un comte Pierre et de son épouse dont:
- Landolf IV de Bénévent ;
- Pandolf II de Salerne ;
- Atenolf tué en 982 père (?) de Pandolf VI de Capoue ;
- Landenolf II de Capoue ;
- Laidolf de Capoue ;
- Gisolf père (?) de Pandolf VI de Capoue, de Gisolf comte de Teano et du prince Laidolf ;
- Ageltrude épouse de Rodolphe III de Bourgogne
- [Sichelgarda, femme de Thrasamund de Spolète, est dite sa fille]

## Succession
Pandulf Tête de Fer meurt en mars 981 et ses biens sont partagés entre ses fils qui vont combattre longtemps pour se disputer l’héritage paternel. Selon les dispositions testamentaires, l'aîné Landolf reçoit Capoue et Bénévent alors que Pandolf II est prince de Salerne. La maîtrise de Spolète est, par contre, perdue en 981, l’empereur Othon II va à Rome et donne le duché de Spolète à Thrasamund III, duc de Camerino. La principauté de Bénévent et de Capoue, pourtant déclarée solennellement indivisible est répartie successivement en deux principautés : Pandolf, neveu de Tête de Fer, obtient Bénévent et son cousin Landolf IV garde pour lui Capoue. Dans les mois qui ont suivi la mort de Pandolf, le duc Manson Ier d'Amalfi renverse Pandolf II de son trône de Salerne et est proclamé prince de Salerne par l’empereur.

## Sources
- (it) Cet article est partiellement ou en totalité issu de l’article de Wikipédia en italien intitulé « Pandolfo TestadiFerro » (voir la liste des auteurs).
- (it) Enciclopedia Treccani: Pandolfo I detto Capodiferro.